# دنیس بل (بازیکن بسکتبال)
دنیس بل (انگلیسی: Dennis Bell؛ زادهٔ ۲ ژوئن ۱۹۵۱) بازیکن بسکتبال اهل ایالات متحده آمریکا است.
از باشگاه‌هایی که در آن بازی کرده‌است می‌توان به نیویورک نیکس اشاره کرد.